# 扬·科曼
扬·科曼（羅馬尼亞語：Ion Coman；1926年3月25日—），罗马尼亚共产党中央政治执行委员会委员、中央书记处书记，罗马尼亚武装部队总参谋长、国防部长，上将。

## 生平
1926年，出生于罗马尼亚蒙特尼亚特列奥尔曼县。1932年，在巴杜勒斯蒂读小学。1936年，当鞋厂工人。1937年，在布加勒斯特的商店当售货员。1941年，在工厂当车工。
1944年，加入罗马尼亚共产主义青年联盟。1945年，加入罗马尼亚共产党，任布加勒斯特的工厂党支部书记和工会委员会主席。1947年，任冶金和化工工人联合会教导员和罗马尼亚劳动青年联盟布加勒斯特市第三区委员会书记。 1948年，在罗马尼亚人民军驻阿拉德市第一骑兵团服役。1949年，任罗马尼亚武装部队总政治部青年工作科教官。1951年，任总政治部青年工作科科长、总政治部团委书记。
1950年，晋升陆军中尉。1951年，晋升陆军上尉，任加拉茨州党委宣传鼓动部部长。1952年，晋升大尉。9月，晋升少校，任州委党报《新生活》总编辑。1954年，任总政治部首席助理。8月，晋升中校，任罗马尼亚国土防空军政治部组织部长。1955年，任罗马尼亚陆军驻克卢日第三集团军政治部主任。1957年，晋升上校。1958年，任克卢日军区军事委员会委员。1959年，在布加勒斯特综合军事学院学习。1960年，为罗马尼亚劳动青年联盟中央委员会委员。
1962年，任罗马尼亚武装部队总政治部组织部长、总政治部第一副主任。12月，晋升人民军少将。1963年，任罗马尼亚武装部队总参谋部第一副总参谋长。1964年，任罗马尼亚武装部队最高政治委员会委员。11月，任克卢日集团军司令。1965年，任罗马尼亚武装部队部副部长兼武装部队最高政治委员会书记。7月，为罗马尼亚共产党中央委员。1966年，晋升人民军中将。1969年，任国务委员会委员。
1971年，任罗马尼亚广播全国委员会委员。5月，晋升人民军上将。1973年，任罗马尼亚共产党中央委员会军事部长。1974年，任罗马尼亚社会主义共和国国防委员会委员、罗马尼亚国防部第一副部长兼武装部队总参谋长兼国防委员会秘书。1975年，任最高司法委员会委员、国防部部务委员会执行委员会主席团委员、经济和社会发展最高委员会委员。1976年，任罗马尼亚社会主义共和国国防部长、罗马尼亚共产党中央委员会和罗马尼亚经济和社会发展最高委员会联席会议、中央政治执行委员会候补委员。
1979年，为罗共中央政治执行委员会委员。1980年，任罗马尼亚共产党中央委员会书记处书记，主管军队和政法。4月，任罗马尼亚大国民议会国防委员会主席。1984年，为党中央政治执行委员会委员、中央书记处书记，主管检察院、司法、军队、内务部、老战士、体育工作。1989年，奉命率领由国防部和内务部组成的中央代表团，处理蒂米什瓦拉事件。1989年，罗马尼亚革命，被逮捕。
1991年，被判处20年徒刑，剥夺军衔并剥夺公民权利10年。后又加重刑期5年，剥夺军衔并剥夺公民权利10年。 1997年，罗马尼亚最高法院裁定撤销1991年的判决，被判处5年监禁，剥夺公民权利10年。2000年，罗马尼亚总统签署赦免令，获得赦免。2016年，病逝。